# La Naissance de Salomé
Pour plus de détails, voir Fiche technique et Distribution.
La Naissance de Salomé (La nascita di Salomè) est un film hispano-italien réalisé par Jean Choux et sorti en 1940.

## Synopsis
Le roi des Parthes, souverain surpuissant de l'antique Perse, apprend que le monarque d'un petit royaume, Aristobulo, a épousé Salomé, une danseuse très belle. Il lui envoie un messager pour lui offrir quatre provinces en échange de sa femme. Aristobulo n'a pas l'intention de la lui céder, mais en accord avec son ministre rusé lui envoie une fausse Salomé, choisie avec soin parmi les beautés de son royaume : c'est ainsi que naît une nouvelle Salomé, belle et danseuse habile, capable de s'attacher tous les hommes.
La ruse est découverte par les invités du roi des Parthes, mais, fascinés, ils feignent de ne rien voir et conduisent la jeune fille auprès de leur roi, qui en tombe amoureux et cède à Aristobulo les provinces promises.

## Fiche technique
- Titre : La Naissance de Salomé
- Autre titre : Les Amours de Salomé[1]
- Titre original : La nascita di Salomè
- Réalisation : Jean Choux
- Scénario : Jean Choux et Cesare Meano, d'après sa pièce
- Dialogues : Cesare Meano
- Photographie : Carlo Montuori - Cadreur : Gábor Pogány
- Décors : Giorgio Pinzauti
- Costumes : Maria De Matteis
- Son : Ovidio Del Grande
- Musique : Alessandro Cicognini
- Montage : Vincenzo Zampi
- Production : Duro Films - Stella Film
- Pays d'origine :  État espagnol -  Royaume d'Italie
- Genre : Comédie
- Durée : 77 minutes
- Date de sortie : Royaume d'Italie - 13 juillet 1940

## Distribution
- Conchita Montenegro
- Armando Falconi
- Primo Carnera
- María Gámez
- Fernando Freyre de Andrade